# Partido por la Democracia
De Partido por la Democracia (Nederlands: Partij voor de Democratie, PPD) is een centrumlinkse politieke partij in Chili. De partij maakt deel uit van de Nueva Mayoría (Nieuwe Meerderheid) een alliantie van centrumlinkse partijen.

## Geschiedenis
De PPD werd op 15 december 1987 opgericht als partij gekant tegen de militaire dictatuur van president Augusto Pinochet. Een van de oprichters van de PPD was Ricardo Lagos, de latere president van Chili. De PPD was van meet af aan een centrumlinkse partij met een sociaaldemocratisch karakter. De partij stond echter ook open voor extreemlinkse elementen, maar liet ook nationalisten en conservatieven toe. In 1988 was de PPD een van de stichtende partijen van de Concertación, de coalitie van progressieve partijen, waartoe ook de PS en de PDC toe behoorden. De partij riep tijdens het referendum van 1988 op om "neen" te stemmen tegen de plannen van de dictatoriale regering om het ambtstermijn van president Pinochet met acht jaar te verlengen.
Als onderdeel van de Concertación maakte de PPD van 1990 tot 2010 onafgebroken deel uit van de regering. Lagos was van 2000 tot 2006 zelfs president van Chili. Met de verkiezingsoverwinning van centrumrechts in 2010 bracht de PPD - net als de andere partijen van de Concertación - enige jaren door in de oppositie. In 2013 werd de Concertación afgelost door de Nueva Mayoría (Nieuwe Meerderheid) waar ook de PPD deel van uitmaakt. De presidentsverkiezingen van 2013 werden door Michelle Bachelet, de kandidaat van de Nueva Mayoría, gewonnen en de parlementsverkiezingen van dat jaar leverden de partijen van de Nueva Mayoría een meerderheid op in het Nationaal Congres van Chili.

## Ideologie
De PPD omschrijft zichzelf als een sociaaldemocratische en progressief liberale partij. In de beginselverklaring heet de partij "links (...) democratisch en progressief".

## Presidentskandidaten
| Datum     | Kandidaat               | Party | 1e ronde | 2e ronde | Uitslag     |
| Datum     | Kandidaat               | Party | %        | %        | Uitslag     |
| --------- | ----------------------- | ----- | -------- | -------- | ----------- |
| 1989      | Patricio Aylwin         | PDC   | 55,2     |          | Overwinning |
| 1993      | Eduardo Frei Ruiz-Tagle | PDC   | 58,0     |          | Overwinning |
| 1999-2000 | Ricardo Lagos           | PPD   | 48,0     | 51,3     | Overwinning |
| 2005-2006 | Michelle Bachelet       | PS    | 46,0     | 53,5     | Overwinning |
| 2009-2010 | Eduardo Frei Ruiz-Tagle | PDC   | 29,6     | 48,4     | Nederlaag   |
| 2009-2013 | Michelle Bachelet       | PS    | 46,7     | 62,2     | Overwinning |

## Verkiezingsresultaten
| Jaar | Aantal afgevaardigden (totaal aantal zetels tussen haakjes) | Aantal senatoren (totaal aantal zetels tussen haakjes) |
| ---- | ----------------------------------------------------------- | ------------------------------------------------------ |
| 1989 | 16 (120)                                                    | 4 (38)                                                 |
| 1993 | 15 (120)                                                    | 2 (38)                                                 |
| 1997 | 16 (120)                                                    | 2 (38)                                                 |
| 2001 | 20 (120)                                                    | 3 (38)                                                 |
| 2005 | 21 (120)                                                    | 3 (38)                                                 |
| 2009 | 18 (120)                                                    | 4 (38)                                                 |
| 2013 | 15 (120)                                                    | 6 (38)                                                 |

## Partijvoorzitters
| Afbeelding | Persoon                  | Periode    |
| ---------- | ------------------------ | ---------- |
|            | Ricardo Lagos Escobar    | 1987-1990  |
|            | Erich Schnake Silva      | 1990-1992  |
|            | Sergio Bitar Chacra      | 1992-1994  |
|            | Jorge Schaulsohn Brodsky | 1994-1997  |
|            | Sergio Bitar Chacra      | 1997-2000  |
|            | Guido Girardi Lavín      | 2000-2003  |
|            | Victor Barrueto Jeame    | 2003-2006  |
|            | Sergio Bitar Chacra      | 2006-2008  |
|            | Pepe Auth Stewart        | 2008-2009  |
|            | Adriana Muñoz D’Albora   | 2009-2010  |
|            | Carolina Tohá Morales    | 2010-2012  |
|            | Jaime Quintana Leal      | 2012-2016  |
|            | Gonzalo Navarrete Muñoz  | vanaf 2016 |